# Fulhet
Fulhet är motsatsen till skönhet.

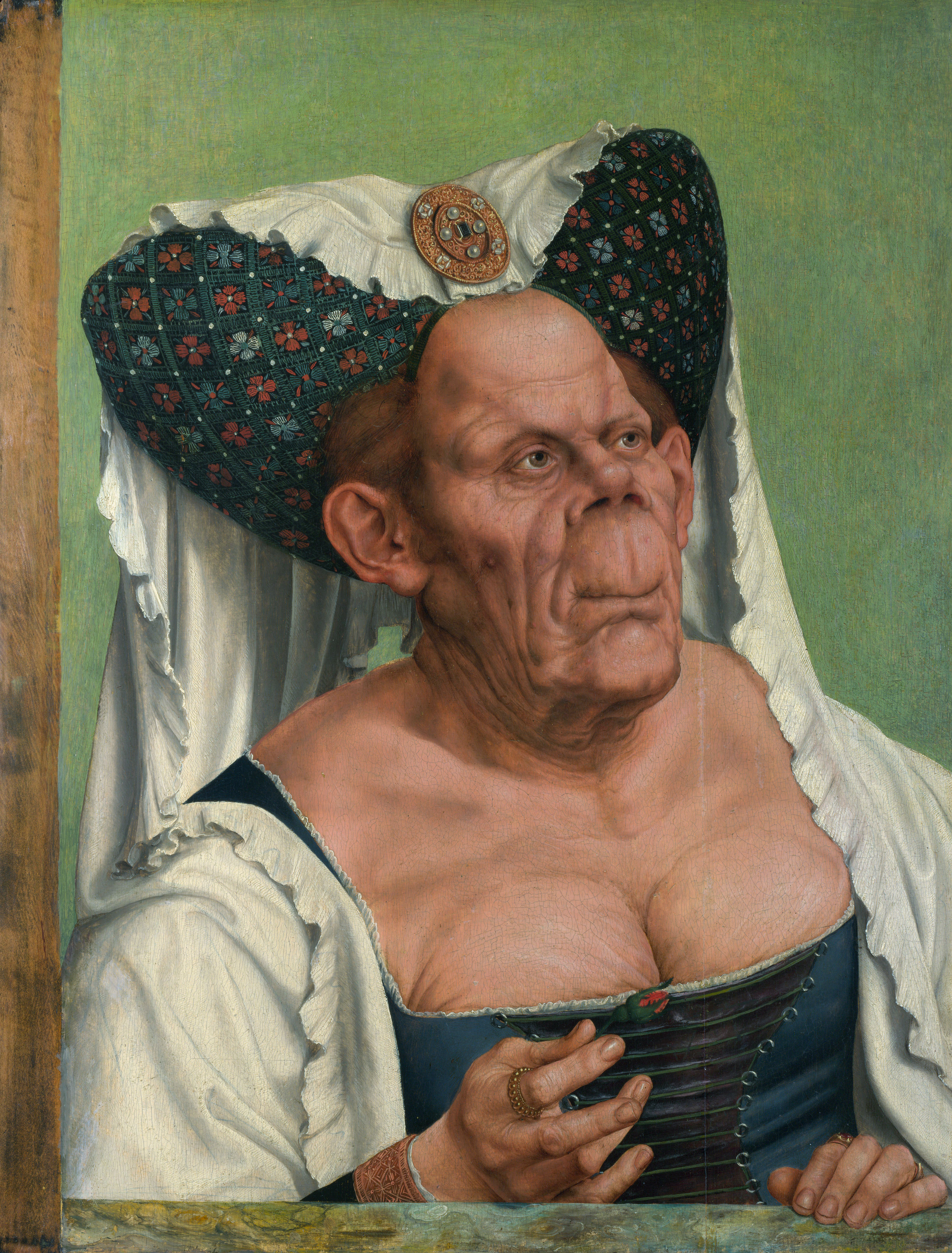
Quinten Matsys målning ”Den fula hertiginnan”, 1525–1530

Ful är även ett adjektiv som beskriver ett vederstyggligt och ofördelaktigt utseende. Det kan i vissa fall också beskriva en handling eller karaktärsegenskap som anses vara moraliskt förkastlig, gemen, usel eller nedrig. Vad som anses fult är inte entydigt utan är snarare en värdering betraktaren av en person eller objekt gör. 